# Список штучних космічних об'єктів, які покинули межі Сонячної системи
Штучні об'єкти, які залишають Сонячну систему, — це космічні апарати та верхні ступені їхніх ракет-носіїв, запущені НАСА. Три з них — «Вояджер-1», «Вояджер-2» і «Нью-Горайзонс» — досі функціонують і регулярно виходять на радіозв'язок, тоді як «Піонер-10» і «Піонер-11» уже не функціонують. Крім цих космічних апаратів, Сонячну систему залишають також кілька розгінних блоків і механізми уповільнення обертання, якщо виходити з того, що вони продовжують рух своїми траєкторіями.
Ці об'єкти залишають Сонячну систему, тому що їхня швидкість і напрямок руху віддаляють їх від Сонця, а на їхній відстані від Сонця його гравітаційне тяжіння недостатнє, щоб повернути ці об'єкти назад або перевести їх на навколосонячну орбіту. Гравітаційне тяжіння Сонця продовжує діяти на них і уповільнювати їх, але все одно рухаються зі швидкістю, яка перевищує другу космічну швидкість відносно Сонячної системи і дає змогу вийти в міжзоряне середовище.
У наведеному нижче списку наведені всі космічні апарати, які вилітають за межі Сонячної системи. Хронологічні відстані та положення апаратів показані відносно Землі. Відстань наведена в астрономічних одиницях.

## Хронологія
| Дата | Піонер-10                   | Піонер-11                       | Вояджер-2           | Вояджер-1           | Нью-Горайзонс                  |
| ---- | --------------------------- | ------------------------------- | ------------------- | ------------------- | ------------------------------ |
| 1972 | Запуск (3 березня)          | —                               | —                   | —                   | —                              |
| 1973 | Зустріч з Юпітером          | Запуск (6 квітня)               | —                   | —                   | —                              |
| 1974 |                             | Зустріч з Юпітером              | —                   | —                   | —                              |
| 1975 |                             |                                 | —                   | —                   | —                              |
| 1976 |                             |                                 | —                   | —                   | —                              |
| 1977 |                             |                                 | Запуск (20 серпня)  | Запуск (5 вересня)  | —                              |
| 1978 |                             |                                 |                     |                     | —                              |
| 1979 |                             | Зустріч із Сатурном             | Зустріч з Юпітером  | Зустріч із Юпітером | —                              |
| 1980 |                             |                                 |                     | Зустріч із Сатурном | —                              |
| 1981 |                             |                                 | Зустріч із Сатурном |                     | —                              |
| 1982 |                             |                                 |                     |                     | —                              |
| 1983 |                             |                                 |                     |                     | —                              |
| 1984 |                             |                                 |                     |                     | —                              |
| 1985 |                             |                                 |                     |                     | —                              |
| 1986 |                             |                                 | Зустріч з Ураном    |                     | —                              |
| 1987 |                             |                                 |                     |                     | —                              |
| 1988 |                             |                                 |                     |                     | —                              |
| 1989 |                             |                                 | Зустріч із Нептуном |                     | —                              |
| 1990 |                             |                                 |                     |                     | —                              |
| 1991 |                             |                                 |                     |                     | —                              |
| 1992 |                             |                                 |                     |                     | —                              |
| 1993 |                             |                                 |                     |                     | —                              |
| 1994 |                             |                                 |                     |                     | —                              |
| 1995 |                             | Втрачено зв'язок (30 листопада) |                     |                     | —                              |
| 1996 |                             |                                 |                     |                     | —                              |
| 1997 |                             |                                 |                     |                     | —                              |
| 1998 |                             |                                 |                     |                     | —                              |
| 1999 |                             |                                 |                     |                     | —                              |
| 2000 |                             |                                 |                     |                     | —                              |
| 2001 |                             |                                 |                     |                     | —                              |
| 2002 |                             |                                 |                     |                     | —                              |
| 2003 | Втрачено зв'язок (23 січня) |                                 |                     |                     | —                              |
| 2004 |                             |                                 |                     |                     | —                              |
| 2005 |                             |                                 |                     |                     | —                              |
| 2006 |                             |                                 |                     |                     | Запуск (19 січня)              |
| 2007 |                             |                                 |                     |                     | Зустріч з Юпітером             |
| 2008 |                             |                                 |                     |                     |                                |
| 2009 |                             |                                 |                     |                     |                                |
| 2010 |                             |                                 |                     |                     |                                |
| 2011 |                             |                                 |                     |                     |                                |
| 2012 |                             |                                 | 100 (7 листопада)   |                     | Зустріч із Плутоном (14 липня) |
| 2013 | 106,50                      | 86,60                           | 101,30              | 123,58              | 26,10                          |
| 2014 | 109,01                      | 88,96                           | 104,45              | 127,16              | 29,19                          |
| 2015 | 111,54                      | 91,33                           | 107,61              | 130,74              | 32,26                          |
| 2016 | 114,04                      | 93,68                           | 110,77              | 134,31              | 35,28                          |
| 2017 | 116,56                      | 96,05                           | 113,94              | 137,89              | 38,30                          |
| 2018 | 119,09                      | 98,42                           | 117,13              | 141,47              | 41,29                          |
| 2019 | 122,09                      | 100,42                          | 120,13              | 145,47              | 44,29                          |
| 2020 | 125,80                      | 103,65                          | 124,79              | 151,12              | 47,31                          |
| 2021 | 126,60                      | 105,05                          | 126,62              | 155,22              | 50                             |
| 2022 | 129,01                      | 107,81                          | 129,79              | 155,75              | 53,01                          |
| 2023 | 131,01                      | 110,14                          | 132,95              | 160                 | 56                             |
| 2024 | 134,21                      | 112,50                          | 136,10              | 164,86              | 58,80                          |